# Xaragall de Biguetes

El Xaragall de Biguetes, respecte del terme de Granera

El Xaragall de Biguetes és un torrent del terme municipal de Granera, al Moianès.
Està situat a prop de l'extrem sud-occidental del terme, al sud de la masia de Biguetes. Es forma a migdia de l'extrem oriental de la Carena de Biguetes, des d'on davalla cap a l'oest-sud-oest, pel vessant sud de la Carena de Biguetes. Deixa a la dreta la masia de Biguetes, i al cap de poc s'aboca en el torrent de Trens al sud-oest de la masia.